# Saarska
Saarska (njem. Saarland) je savezna zemlja Njemačke. Glavni grad je Saarbrücken. Saarska je površinom najmanja savezna zemlja, a po broju stanovnika je manja od njemačkih gradova-država (Berlina, Hamburga, Bremena).

## Povijest

### Prije 1. svjetskog rata
Neovisno područje Saarske nije postojalo sve do 1919. Područje Saarske naseljavaju keltska plemena Treveri i Mediomatrici. Najimpresivniji ostatak iz vremena je ostatci tvrđava u Otzenhausen na sjeveru Saarske. U prvom stoljeću prije Krista,  saarsko je područje bilo dio provincije Belgica u sklopu Rimskog Carstva. Keltsko stanovništvo miješalo se s rimskim doseljenicima. Regija je stekla bogatsvo, koji se još može vidjeti u ostacima rimskih vila i sela.
Rimska vladavina je završila u 5. stoljeću, kada je Franci osvojili teritorij. Za sljedećih 1.300 godina u regiji zajednička povijest Kraljevine Franaka, karolinškog carstva i Svetog Rimskog Carstva. Područje Saarske je bilo podijeljena na nekoliko manjih područja, od kojih su nekima vladali vladari susjednih regija. Unutar Svetog Rimskog Carstva ovaj prostor je stekao širok stupanj neovisnosti kojoj su pak prijetili francuski kraljevi, koji su težili, od 17. stoljeća nadalje,  uključiti sva područja na zapadnoj strani rijeke Rajne te suopetovano napadali područje 1635.,  1676.,  1679. i 1734., šireći svoje carstvo do rijeke Saar i osnovajući grad i uporište u Saarlouisu godine 1680.
Vojske Francuske revolucije je dokinula samostalnost država u regiji Saarland. Nakon što su 1792. osvojili regiju i i učinili je dijelom Francuske Republike. Dok je pojas na zapadu pripadao departmanu Moselle, centar je 1798 je postao dio Département de Sarre, a istočno postala dio Département du Mont-Tonnerre. Nakon poraza Napoleona iz 1815,  regija je bila ponovno podijeljena. Većina je postao dio pruske Rajnske provincije. Drugi dio na istoku, što odgovara sadašnjem Saarpfalzu, je dodijeljen Kraljevini Bavarskoj. Manjim dijelom na sjeveroistoku vladali su vojvode od Oldenburga.
Dana 31. srpnja 1870. francuski car Napoleon III. naredio je invaziju preko rijeke Saar kako bi osvojio Saarbrücken. Prvi metci u francusko-pruskom ratu 1870-1871 ispaljeni su na visinama Spicherna, južno od Saarbrückena. Tijekom rata, osnovano je Njemačko Carstvo i Saarska regija je postala dio njega.

### Međuratno razdoblje
Godine 1920 Saargebiet je okupiran od strane Velike Britanije i Francuske prema odredbama Versajskog ugovora. Zauzeto područje su uključivale dijelove pruske Rajnske provincije i Bavarske rajnske Falačke. U praksi regija je bila pod upravom Francuske. Godine 1920 to je formalizirano 15-godišnjim mandatom Lige naroda.
Godine 1933, značajan broj komunista i ostalih političkih protivnika nacional-socijalizma pobjegao u Saar, jer je to bio jedini dio Njemačke ostao pod stranom okupacijom nakon Prvog svjetskog rata. Kao rezultat toga, anti-nacističke grupe agitirale su za ostanak Saarske pod francuskom upravom. No, s većinom etnički njemačkog stanovništva   i s jakim lokalnom duboko ukorijenjenom anti-francuskom nastrojenošću, ti stavovi smatrani su sumnjivim, čak i izdajničkim, te samim time i nisu imali puno podrške.
Kada je izvorni 15 godišnji rok istekao, 13. siječnja 1935. održan je plebiscit  : 90,3% glasova je bilo za povratak Njemačkoj.
Nakon referenduma Josef Bürckel imenovan je na 1. ožujka 1935 kao njemački državni povjerenik za reintegraciju (Reichskommissar für die Rückgliederung des Saarlandes). Kada je sjedinjenje smatrano ostvarenim, njegov naslov je promijenjen (nakon 17. lipnja 1936.) na Reichskommissar für das Saarland. U rujnu 1939., kao odgovor na njemačku invaziju Poljske, francuske snage provalila Saarsku,zauzimajući neka sela i susrevši se s malo otpora prije povlačenja. Daljnja promjena je napravljena 8. travnja 1940. u Reichskommissar für die Saarpfalz, te napokon 11. ožujka 1941. u Reichsstatthalter in der "Westmark" ( novo ime regije, što znači "Zapadna Marka ili granica"). Umro je 28. rujna 1944. a naslijedio ga je Willi Stöhr, koji je ostao na dužnosti dok regija pala pod američke snage u ožujku 1945.

### Nakon drugog svjetskog rata
Nakon Drugog svjetskog rata, Saarska je došla opet pod francusku okupaciju i upravu, kao Saarski protektorat.
Prema Monnetovom planu Francuska je pokušala dobiti gospodarski nadzor nad njemačkim industrijskim područjima s velikim nalazištima ugljena i ruda koja nisu bili u Sovjetskim rukama: Ruhrskim područjem i Saarskim područjem. Pokušaji za stjecanjem nadzora ili trajnom internacionalizacijom Ruhrskog područja (vidi Međunarodna uprava za Ruhr), bili su napušteni godine 1951 s njemačkim sporazumom o pristupu u Europsku zajednicu za ugljen i čelik. Francuski su pokušaji za dobivanjem gospodarske kontrole nad Saarskom je bili uspješni neko vrijeme, a završavaju godine 1981. Za razliku od komunističke Poljske u Gornjoj Šleskoj, Francuska nije pripojila Saarsku niti protjerala lokalno njemačko stanovništvo.

## Zemljopis
Zemlja graniči s francuskim departmanom Moselle, koji je sastavni dio regije Lorena na jugu i zapadu, s Luksemburgom na zapadu i Rheinland-Pfalz na sjeveru i istoku.
Ime je dobila po rijeci Saar, pritoku rijeke Moselle (koja je pak pritok Rajne), koji prolazi kroz države od juga prema sjeverozapadu. Jedna trećina površine Saarske je pokrivena šumom, što je jedan od najviših postotaka u Njemačkoj. Država je uglavnom brdovita, najviši planinski je Dollberg s visine od 695,4 metara
Većina stanovnika živi u gradskoj aglomeracija na francuskoj granici, oko glavnog grada Saarbrückena.

## Religija
Katolici čine 64,1 % stanovništva ove pokrajine, što je najveći postotak katolika od svih njemačkih saveznih država. Katolici su organizirani u dvije biskupije, Trier i Speyer.
Evangelička luteranska crkva Njemačke ima 19,6 % vjernika.